# Nicrophorus pustulatus
Nicrophorus pustulatus är en skalbaggsart som beskrevs av Herschel 1807. Nicrophorus pustulatus ingår i släktet Nicrophorus och familjen asbaggar. Inga underarter finns listade i Catalogue of Life.